# Richard Holec
Richard Holec (23 de enero de 1999) es un deportista checo que compite en ciclismo en las modalidades de montaña, en la disciplina de campo a través, y ruta. Ganó una medalla de plata en el Campeonato Mundial de Ciclismo de Montaña de 2016, en la prueba por relevos.

## Palmarés internacional
| Campeonato Mundial | Campeonato Mundial           | Campeonato Mundial | Campeonato Mundial         |
| Año                | Lugar                        | Medalla            | Competición                |
| ------------------ | ---------------------------- | ------------------ | -------------------------- |
| 2016               | Nové Město (República Checa) | Medalla de plata   | Campo a través por relevos |

## Equipos
- Team Colpack (2019)
- Hincapie LEOMO p/b BMC (2020)
- Tufo-Pardus Prostějov (2021-2023)
- L39ION of Los Angeles (2024)